# Sonny Jiménez de Tejada
Sonny Jiménez de Tejada fue la primera mujer licenciada en Ingeniería Civil y de Minas en Colombia, en 1946. Nació en enero de 1922 en Medellín, Colombia, y falleció el 5 de mayo de 2014 en la misma ciudad. Fue diputada de la Asamblea Departamental de Antioquia en 1968, secretaria de Servicios Administrativos de la alcaldía de Medellín, secretaria del Despacho Municipal y directora ejecutiva de la Corporación Pro Desarrollo de la Facultad de Minas (Prodeminas), creada en 1985.

## Formación
En 1941 ingresó a la [Facultad de Minas (Universidad Nacional de Colombia)|Facultad de Minas]] de la Universidad Nacional de Colombia (UNAL), donde se graduó como ingeniera civil y de minas. Posteriormente, en 1948 cursó la maestría (Master of Science) en Ingeniería Civil en el Carnegie Institute of Technology, en Pittsburgh, Estados Unidos, y en 1976 en Planeación Física Urbana de la UNAL, sede Medellín.
En 2012 se celebraron los 50 años de la Asociación de Egresados de la Facultad de Minas (Ademinas) y fue recordada por su labor y contribución al acceso de la mujer en la educación superior en Colombia.